# Sympathy (下野紘の曲)
「sympathy」は、下野紘の楽曲。コンセプトシングルとして2019年3月20日にポニーキャニオンの通販サイト『きゃにめ』限定で発売された。

## 録音、制作
2019年5月18日にニューピアホールで開催された『下野紘 リーディング＆ミニライブ2019”sympathy"』に向けて制作された。楽曲先行ではなく、下野の「ライブイベントをやりたい」という思いから本作の制作が決定した。コンセプトは「人と人のつながり、その距離感を大切に思う気持ち」。
レコーディング時は、楽曲同様、歌声を明るく優しくすることを意識し行った。既存の楽曲ではキーが高くなった際に声を張り上げ押し切った場面があったが、今回のレコーディングでは張り上げを一切禁止した。

## 音楽性、構成
表題曲の他に、楽曲のコンセプトと同様のコンセプトの朗読を収録している。収録されている朗読は、『下野紘 リーディング＆ミニライブ2019”sympathy"』に繋がるモノローグであり、2人の人物によるそれぞれのストーリーであり、2つのストーリーにはリンクする部分が存在する。脚本は末満健一。
「sympathy」は、明るく、柔らかいイメージの楽曲であり、作曲は下野のバッグバンドのメンバーである宮崎京一が手掛けている。詞には2018年7月に行われた『下野 紘ライヴハウスツアー2018 "Color of Life"』を通し、ライブがファンやスタッフなど様々な人のおかげで成り立っている事を実感し、下野が感じた感謝の気持ちを込めている。「sympathy」の英語本来の意味合いはネガティブなシーンで用いられることが多いが、コンセプトに合う「共感」という日本語的に一番近いと下野が思った為、「sympathy」というタイトルが付けられた。

## リリース
前作「Running High」から約1年11か月ぶりの発売で、「きゃにめ盤A」（SCCG-35）と「きゃにめ盤B」（SCCG-36）の2種リリース。きゃにめ盤Aには、ジャケット撮影のメイキング映像、『下野紘 リーディング＆ミニライブ2019”sympathy"』の予告映像を収録。きゃにめ盤Bには、ブックレットが同梱。

## シングル収録内容
| #         | タイトル                                    | 作詞      | 作曲             | 編曲               | 時間  |
| --------- | ------------------------------------------- | --------- | ---------------- | ------------------ | ----- |
| 1.        | 「sympathy」                                | RUCCA     | 宮崎京一、Yo-Hey | 宮崎京一、飯田涼太 | 3:51  |
| 2.        | 「sympathy」(instrumental)                  |           |                  |                    | 3:53  |
| 3.        | 「モノローグ① sympathy -デンキチの景色-」   |           |                  |                    | 11:15 |
| 4.        | 「モノローグ② sympathy -時代劇を取り戻せ-」 |           |                  |                    | 11:20 |
| 合計時間: | 合計時間:                                   | 合計時間: | 合計時間:        | 合計時間:          | 30:19 |

| #         | タイトル                   | 作詞      | 作曲・編曲 | 時間  |
| --------- | -------------------------- | --------- | ---------- | ----- |
| 1.        | 「Jacket Making」          |           |            | 7:49  |
| 2.        | 「武〜真剣とのsympathy〜」 |           |            | 18:05 |
| 合計時間: | 合計時間:                  | 合計時間: | 合計時間:  | 25:54 |

## スタッフ・クレジット
- Performed by Hiro Shimono
- Hair& Make：Kohei Nakashima（UNVICIOUS）
- Stylist：SUGI（FINEST）
- Official Site：Yuichi Ishizuka（Pierrot）
- Special Thanks：Miaki Kato（Watanabe Entertainment）,HiSUi TOKYO,Kiyoshi Yasuhara（E.E.A.）,YAKO,Everyone who kindly supported us.

### Prduction Staff
- Chief Producer：Hiroshi Ohinata（PONY CANYON）
- Production Producer：Hiromi Inoue（PONY CANYON）
- Assistant Producer：Hajime Ikuzaki（PONY CANYON）
- Sound Produce & Director：Kohei Yamada（APDREAM）
- Recording & Engineer：Chinami Kamiya, Katsumi Inoue
- Mixing Engineer：Takehiko Naito
- Mastering Engineer：Yuta Tada（PONY CANYON）
- Recorded at Motoazabu Studio, PONYCANYON Shibuya Studio
- Sales Promoter：Hideki Koide（PONY CANYON）
- Release Operator：Yoshiaki Endo（PONY CANYON）
- Merchandising：Mika Ogawa（PONY CANYON）
- General Manager：Takahiro Sasaki（PONY CANYON）
- Executive Producer：Yoko Kogawa（PONY CANYON）, Yuichi Matsuda（I'm Enterprise）
- Artist Management：Yuka Nishijima, Miwako Kodama（I'm Enterprise）

### Artwork Staff
- Art Director：Takuya Saito（NPC）
- Artwork Coordinator：Masahiro Ohashi（NPC）
- Photographer：Susumu Miyawaki（PROGRESS-M）

### Music Video Staff
- Producer：JAMBOi（kanamedo）
- Director：Mitsuhiro(S) Iizuka（Kanamedo）
- Camera：Yasuhiro Tanaka（Kanamedo＋）
- Lighting Director：Shinichi Kawahara（Quatre）
- Production Manager：Rikumi Yanagidate（Kanamedo）
- Making Camera：Taihei Shiino
- Authoring：Tadashi Mikajiri, Fusae Yasuno, Tatsuo Fukukawa（PONY CANYON ENTERPRISE）

### 楽曲スタッフ
- 「sympathy」
  - Lyrics：RUCCA
  - Song：Kyoichi Miyazaki, Yo-Hey
  - Arrange：Kyoichi Miyazaki, Ryota Iida
  - Guitar：Kyoichi Miyazaki, Yuto Shimizu
  - Bass：Ryo Takahashi
- 「Monologue ①②」
  - Scriptwriter：Ken-ichi Suemitsu
  - Songs&Arrange①：Kyoichi Miyazaki, Yuto Shimizu
  - Songs&Arrange②：Kyoichi Miyazaki, KYume

## 下野紘 リーディング&ミニライブ2019”sympathy"
2019年5月18日にニューピアホールで開催。
| #  | タイトル             | 作詞 | 作曲・編曲 |
| -- | -------------------- | ---- | ---------- |
| 1. | 「Pleasure」         |      |            |
| 2. | 「約束」             |      |            |
| 3. | 「colors」           |      |            |
| 4. | 「Ever Red」         |      |            |
| 5. | 「Fellow Yellow」    |      |            |
| 6. | 「Violet Phantom」   |      |            |
| 7. | 「sympathy」         |      |            |
| 8. | 「Pleasure」(Encore) |      |            |
| 9. | 「sympathy」(Encore) |      |            |